# Levantamiento en Baréin de 1994-1999
El levantamiento en Baréin de 1994-1999 (en árabe: الانتفاضة التسعينية في البحرين‎), también conocido como levantamiento de la dignidad, (en árabe: انتفاضة الكرامة‎) fue una rebelión en Baréin entre 1994 y 1999 en el que izquierdistas, liberales e islamistas unieron fuerzas para exigir reformas democráticas. El levantamiento terminó después de que Hamad bin Isa Al Jalifa convirtiera en Emir de Baréin en 1999 y un referéndum el 14 y 15 de febrero de 2001 donde apoyó masivamente la Carta de Acción Nacional. El levantamiento provocó la muerte de unos 40 civiles y al menos un soldado bahreiní.

## Antecedentes

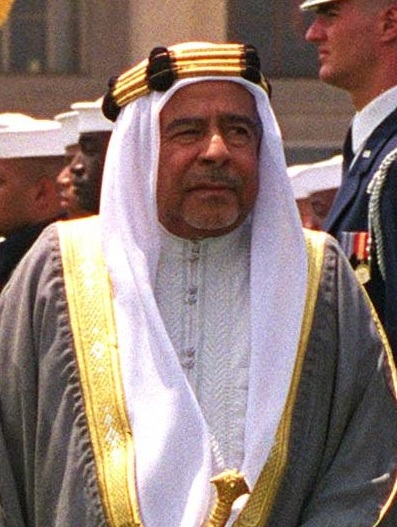
El emir Isa bin Salman Al Jalifa disolvió el parlamento y suspendió la constitución en 1975.

En 1971, Baréin se independizó de Reino Unido y en 1973 el país tuvo sus primeras elecciones parlamentarias. Sin embargo, dos años después, la constitución fue suspendida y la asamblea disuelta por el emir, Isa bin Salman Al Jalifa, luego de que rechazara la Ley de Seguridad del Estado. La ley también conocida como la "ley de precaución" fue propuesta por Ian Henderson. Le otorgó a la policía amplios poderes de arresto y permitió que las personas permanecieran en prisión sin juicio ni cargos durante un máximo de tres años por mera sospecha "de que podrían ser una amenaza para el estado". A partir de agosto de 1975, se llevaron a cabo detenciones generalizadas que incluían a miembros del parlamento disuelto. El sistema de represión lanzado por Henderson duró más de 25 años. Henderson negó repetidas denuncias de tortura sistemática, detenciones y asesinatos, y dijo que "nunca ha estado involucrado en torturas ni ha ordenado a sus agentes que torturen a los detenidos".
En 1992, una petición firmada por 280 líderes de la sociedad, incluidos algunos de los parlamentarios disueltos, pidió la restauración de la asamblea nacional. Inicialmente, el gobierno estableció un "consejo de la Shura" compuesto por 30 miembros. Otra petición del mes siguiente concluyó que el consejo recién formado "no reemplaza a la asamblea nacional como autoridad constitucional y legislativa". Una delegación de 6 miembros, mitad sunitas y mitad chiíes que representan a los organizadores de la petición se reunió con el emir, quien les dijo que el consejo de la Shura "era todo lo que podían esperar".

## Objetivos
Al igual que otros levantamientos durante la década de 1990, los objetivos declarados de la rebelión eran la reforma democrática, y se consideró como el primer movimiento en el mundo árabe donde izquierdistas, liberales e islamistas unieron fuerzas en un terreno común pidiendo la restauración del parlamento disuelto y la constitución suspendida.
Aunque se intentó retratar la naturaleza totalitaria de una ideología fundamentalista islámica, los hechos y el discurso moderado de sus líderes atrajeron el apoyo de todas las organizaciones de derechos humanos, así como de parlamentarios del Reino Unido, Francia, EE. UU. y la Unión Europea. El objetivo final del levantamiento fue el restablecimiento de la constitución de 1973 y el respeto de los derechos humanos en Baréin, preservando al mismo tiempo la pluralidad de opiniones en la sociedad.

## Eventos
El levantamiento comenzó en junio de 1994, con un piquete de desempleados frente al Ministerio de Trabajo. Más de 1500 manifestantes intentaron organizar una sentada frente al Ministerio de Trabajo en protesta por la creciente tasa de desempleo que había alcanzado el 15%. La policía antidisturbios los dispersó con gas lacrimógeno. Incidentes similares ocurrieron en agosto y septiembre. Se lanzó otra petición, esta vez abierta a todos los ciudadanos. Los organizadores dijeron que recolectaron más de 20 000 firmas, la mayoría de las cuales eran chiíes.
En noviembre, cientos de chiíes protestaron contra un maratón benéfico. El recorrido del maratón fue por algunos pueblos chiíes, que consideraron ofensivos los vendajes femeninos. Según se informa, algunos manifestantes arrojaron piedras en el maratón, lo que llevó a las fuerzas de seguridad a realizar varias detenciones. Al mes siguiente, Ali Salman, líder de la protesta, fue arrestado tras ser acusado de incitar al incidente. El arresto provocó más protestas y violencia en Manama y Sitrah. Algunos manifestantes utilizaron cócteles molotov para atacar "comisarías, bancos y propiedades comerciales". Por otro lado, la policía antidisturbios utilizó balas lacrimógenas y de goma. También se informó que la policía utilizó munición real en algunas ocasiones.
Para diciembre, el número de detenidos estaba entre 500 y 600 según la Embajada de Estados Unidos. Varios líderes de la oposición, incluido Ali Salman, fueron exiliados en enero de 1995. En febrero, el gobierno dijo que solo 300 permanecían en prisión, mientras que los activistas dijeron que el número llegaba a 2000. El nivel de violencia y detenciones volvió a aumentar en marzo y abril. Abdul Amir al-Jamri, el líder del levantamiento fue arrestado el 1 de abril junto con otros líderes de la protesta como Abdulwahab Hussain y Hassan Mushaima.
Un mes después de su arresto, el gobierno inició negociaciones en la cárcel con líderes de la oposición. En cuatro meses se llevaron a cabo unas 20 reuniones de una o dos horas entre los activistas de un lado y Henderson, su adjunto; Adel Flaifel o el ministro del Interior al otro lado. Se llegó a un acuerdo denominado "la Iniciativa" en el que los líderes de la oposición calmarían a la gente a cambio de liberar a todos los no condenados en los tribunales. Según los informes, el gobierno acordó que en una etapa posterior al establecimiento de la seguridad, iniciaría un diálogo político con la oposición. Inicialmente, las protestas se detuvieron, sin embargo, se reanudaron después de que el gobierno negó que existiera tal acuerdo.
En diciembre de 1995 y enero de 1996, dos bombas explotaron en un centro comercial y un hotel sin causar víctimas. Los líderes de la oposición fueron arrestados. No se presentaron cargos contra ellos. Los bombardeos continuaron en los meses siguientes cobrando la vida de 8 personas. El número de muertes en ese momento llegó a 24, incluidas varias muertes bajo custodia policial debido a presuntas torturas, así como 3 fuerzas de seguridad. En mayo, un manifestante fue condenado a muerte por presuntamente matar a un policía. Durante este período, aumentaron los arrestos, especialmente entre mujeres y niños.
En junio, el gobierno dijo que había detectado una red insurgente. El gobierno alegó que estaba respaldado por Irán y que había causado los disturbios. Human Rights Watch describió la afirmación de que "Hizb Allah" existía en Baréin como carente de credibilidad; sin embargo, el informe señaló la influencia de Irán durante ese período.
El levantamiento se caracterizó por formas extremas de represión y violencia. Más de 40 personas murieron, la mayoría a manos de las fuerzas de seguridad. La mayoría de los eventos del levantamiento tuvieron lugar en pueblos y ciudades chiíes; había un fuerte componente religioso en la violencia.

## Hamad bin Isa Al Jalifa y la Carta de Acción Nacional
La violencia en general disminuyó después de que el rey Hamad bin Isa Al Jalifa llevó a cabo reformas políticas después de que ascendió al trono en 1999. Los días 14 y 15 de febrero de 2001, la Carta de Acción Nacional fue aprobada por abrumadora mayoría de los bahreiníes, con un 98.4% a favor.